# Оганнісян Тігран Григорович
Тігран Григорович Оганнісян (вірм. Տիգրան Հովանեսյան; 23 серпня 2006, Бердянськ — 24 червня 2023, Бердянськ) — український школяр вірменського походження, вбитий російськими військовими разом зі своїм однокласником Микитою Хангановим під час перебування міста під російською окупацією Запорізької області після вторгнення РФ в Україну. Кавалер ордена Свободи.
Правозахисники наголошують, що очікують на посилення тиску і переслідувань близьких Тіграна та Микити з боку окупаційної влади. Тож втручання міжнародної спільноти, зокрема МКЧХ, залишається актуальним.
У липні 2024 року стало відомо, що російська окупаційна влада Бердянська планує таємне поховання Тіграна Оганнісяна та Микити Ханганова, вбитих у червні 2023 року.

## Життєпис
Тігран Оганнісян народився і виріс у місті Бердянськ, Запорізької області. Близькі згадують, що він ще до школи вмів читати. Навчався у звичайній загальноосвітній школі, займався спортом, вирізнявся самостійністю, допитливістю й загальною обізнаністю, багато читав, слухав аудіокниги, брав участь у шкільних змаганнях.

### В російській окупації
30 вересня 2022 року військові РФ викрали 16-річного Тіграна Оганнісяна, який мешкав із бабусею в тимчасово окупованому Бердянську, після обшуку в будинку, під час якого вони побили прикладом автомата бабусю та самого Тіграна. Хлопця тримали в окупованому росіянами поліцейському відділку по вулиці Грецька, 3, Бердянська та приховували місце його утримання від бабусі.
Тіграна утримували протягом п'яти діб. Під час допитів росіяни катували підлітка електрострумом, вивозили в поле та імітували розстріл.
Він розповів, що спочатку його вивезли в поле, в нього стріляли, змушували прощатися із життям. Потім він розповів, як його били током: накидали мокре простирадло на голову, одягали наручники, якісь дроти. Тигран казав: «Мама, це не боляче, просто всі м'язи стискаються і ти кричиш. Вони змушували мене сказати, що я працюю на СБУ. Але ж я там не працюю». Наручниками він порізав свої руки.— Матір Тіграна
2 жовтня 2022 року, на третій день утримання, російські військові повідомили бабусю, що в хлопця підвищилася температура. 5 жовтня 2022-го його раптово відпустили. Російські поліцейські сказали Тіграну, що його відпускають, але йому потрібно було записати відео, на якому він мусив сказати, що над ним не знущалися, не били, що його там годували й все було добре.
Після цього окупанти регулярно викликали Тіграна та його друга Микиту Ханганова на допити, проводили повторні обшуки в їхніх оселях і зажадали, щоб підлітки записали відео, що вони нібито вчинили диверсію на залізничних коліях, і тоді вони будуть вільні. Підлітків зобов'язали щоденно з'являтись в поліцейському відділку.
У січні 2023 року російські військові завадили Тіграну з батьками виїхати з тимчасово окупованої території. 
На той час залишити окуповану частину України можно було лише після «фільтраційних таборів» і потім через територію Російської Федерації. Фільтраційний табір родина пройшла в окупованому Мангуші. У Таганрозі (РФ) родину затримали і Тіграна допитували 5 годин. Потім його разом з матір'ю перевезли до відділу МВС РФ в с. Покровське (Краснодарський край, РФ), звідти військовою машиною доправили до ростовської митниці (РФ). На російській митниці їх передали представникам підконтрольного РФ збройного формування з окупованої частини Донецької області, які повезли родину в окупований Маріуполь. Після обшуку, проведеного військовими з Чечні (РФ), їх повернули до Бердянська. Молодших дітей під конвоєм відвезли до бабусі, а вітчима, матір і Тіграна на добу замкнули в приміщенні військкомату, після чого відпустили під підписку про невиїзд.
7 квітня 2023-го громадян України Тіграна та Микиту Ханганова російські військові вивозили з України до Російської Федерації в місто Ростов-на-Дону (РФ) для проходження психолого-психіатричної експертизи.
24 травня 2023 року, після десяти місяців переслідувань Тігран Оганнісян та Микита Ханганов отримали підозри від слідчого комітету РФ у нібито підготовці диверсії на мелітопольській залізниці. Їм інкримінували статтю, яка передбачає від 10 до 20 років ув'язнення. Справу готували до передачі в російський суд.
15 червня 2023 року Європейський парламент ухвалив резолюцію з вимогою припинити переслідувати Тіграна Оганнісяна та Микиту Ханганова та випустити їх на підконтрольну Україні територію, також у документі звернулися і до Спецпредставниці Генерального секретаря ООН відповідальної за захист дітей у зонах конфліктів Вірджинії Гамба із закликом провести розслідування цього випадку.
Російські військові продовжили утримувати підлітків на тимчасово окупованій території.

### Загибель
24 червня 2023 року, в день загибелі Тіграна та Микити, хлопці відмічались в окупаційній поліції. За кілька годин до загибелі підлітків до Тіграна приїхав російський «слідчий». Вони довго розмовляли наодинці, про що — невідомо. Тігран сказав, що «слідчий» змушував його написати якийсь документ, а він відмовився. За пів години до загибелі Тігран розмовляв зі своєю матір'ю телефоном по гучному зв'язку.
24 червня 2023 року в окупованому Бердянську було вбито Тіграна Оганнісяна та Микиту Ханганова. Увечері цього дня представник російської окупаційної влади Запорізької області Рогов В. В. заявив, що приблизно о 19-й годині «терористи були блоковані і знищені», уточнив, що одним із убитих був Тігран Оганнісян. Українська «Медійна ініціатива з прав людини» повідомила, що двоє неповнолітніх українських школярів були вбиті пострілами снайперів.
Координаторка «Медійної ініціативи за права людини» (МІПЛ) Ольга Решетилова повідомила, що родичів вбитих підлітків обшукують та допитують. Бабусю Тіграна та батьків Микити добу тримали замкненими.
Після загибелі Тіграна Оганнісяна та Микити Ханганова на впізнання тіл був допущений лише батько Микити Ханганова.

### Відео
Увечері 24 червня 2023 українські джерела розповсюдили відео, яке записав Тігран. Де і коли було зроблено запис, невідомо. Кому було надіслано відеоповідомлення та хто його опублікував, також невідомо.
У короткому відео шістнадцятирічний юнак з Бердянська з автоматом у руках сидить на підлозі в якомусь приміщенні, а на його пальцях — сліди крові. «Двох точно», — відповідає в ролику Тігран на питання людини за кадром. Про що його спитали, розібрати неможливо. Повідомляє: «Все, це смерть, пацани. Прощавайте.» Стискає кулак у тактичній рукавичці та додає: «Слава Україні». Йому відповіли «Героям слава.»
|  | … двох точно. Все, це смерть, пацани, прощавайте. Слава Україні!Оригінальний текст (рос.) … двоих точно. Всё, это смерть, пацаны, прощайте. Слава Украине! |

## Розслідування
За фактом вбивства двох підлітків українські слідчі органи порушили кримінальне провадження за статтею 438 Кримінального Кодексу України «Порушення законів та звичаїв війни».
Через пів року після загибелі підлітків російська окупаційна влада не надала рідним свідоцтва про смерті хлопців.
З питання повернення тіл загиблих Тіграна Оганнісяна та Микити Ханганова українська сторона зверталась до уповноваженої з прав людини РФ Москалькової Т., однак до дієвих результатів це не призвело, також росіяни не надають жодних роз'яснень.

## Вшанування пам'яті
20 травня 2024 року у місті Запоріжжя частину вулицю Лассаля перейменували на честь Тіграна Оганнісяна, а іншу частину на честь його друга Микити Ханганова.

## Нагороди
- Орден Свободи (19 липня 2025, посмертно) — за громадянську мужність, патріотизм, самовіддане відстоювання суверенітету та незалежності Української держави, конституційних прав і свобод людини[15]